# Bonellia suhmii
Bonellia suhmii is een lepelworm uit de familie Bonelliidae. De wetenschappelijke naam van de soort werd in 1885 gepubliceerd door Emil Selenka.